# Comuna Skinnskatteberg
Skinnskatteberg (Skinnskattebergs kommun) este o comună din comitatul Västmanlands län, Suedia, cu o populație de 4.411 locuitori (2013).

## Geografie

### Zone urbane
Lista celor mai mari zone urbane din comună (anul 2015) conform Biroului Central de Statistică al Suediei:
| Nr | Zona urbană     | Pop.  |
| -- | --------------- | ----- |
| 1  | Skinnskatteberg | 2.383 |
| 2  | Riddarhyttan    | 321   |

## Demografie
| \| Evoluția demografică în comuna Skinnskatteberg, 1970–2015 \| Evoluția demografică în comuna Skinnskatteberg, 1970–2015 \| Evoluția demografică în comuna Skinnskatteberg, 1970–2015 \| Evoluția demografică în comuna Skinnskatteberg, 1970–2015 \| Evoluția demografică în comuna Skinnskatteberg, 1970–2015 \| \| ----------------------------------------------------------------------------------------------------- \| --------------------------------------------------------- \| --------------------------------------------------------- \| --------------------------------------------------------- \| --------------------------------------------------------- \| \| An \| \| \| Locuitori \| \| \| 1970 \| 1970 \| \| 5480 \| 5480 \| \| 1975 \| 1975 \| \| 5383 \| 5383 \| \| 1980 \| 1980 \| \| 5346 \| 5346 \| \| 1985 \| 1985 \| \| 5271 \| 5271 \| \| 1990 \| 1990 \| \| 5343 \| 5343 \| \| 1995 \| 1995 \| \| 5262 \| 5262 \| \| 2000 \| 2000 \| \| 4855 \| 4855 \| \| 2005 \| 2005 \| \| 4761 \| 4761 \| \| 2010 \| 2010 \| \| 4445 \| 4445 \| \| 2015 \| 2015 \| \| 4472 \| 4472 \| \| Sursa: SCB - Statistika Centralbyrån, Folkmängd efter region, civilstånd, ålder och kön. År 1968–2016 \| \| \| \| \| |      |  |           |      |
| Evoluția demografică în comuna Skinnskatteberg, 1970–2015 |      |  |           |      |
| An |      |  | Locuitori |      |
| 1970 | 1970 |  | 5480      | 5480 |
| 1975 | 1975 |  | 5383      | 5383 |
| 1980 | 1980 |  | 5346      | 5346 |
| 1985 | 1985 |  | 5271      | 5271 |
| 1990 | 1990 |  | 5343      | 5343 |
| 1995 | 1995 |  | 5262      | 5262 |
| 2000 | 2000 |  | 4855      | 4855 |
| 2005 | 2005 |  | 4761      | 4761 |
| 2010 | 2010 |  | 4445      | 4445 |
| 2015 | 2015 |  | 4472      | 4472 |
| Sursa: SCB - Statistika Centralbyrån, Folkmängd efter region, civilstånd, ålder och kön. År 1968–2016 |      |  |           |      |